# Damon diadema
Damon diadema (Simon, 1876) è una specie di aracnide appartenente alla ordine degli amblypygi, diffusa in Tanzania, Kenya, Etiopia, Somalia e Yemen. Vive in grotte, anfratti e sotto tronchi caduti. 

## Descrizione

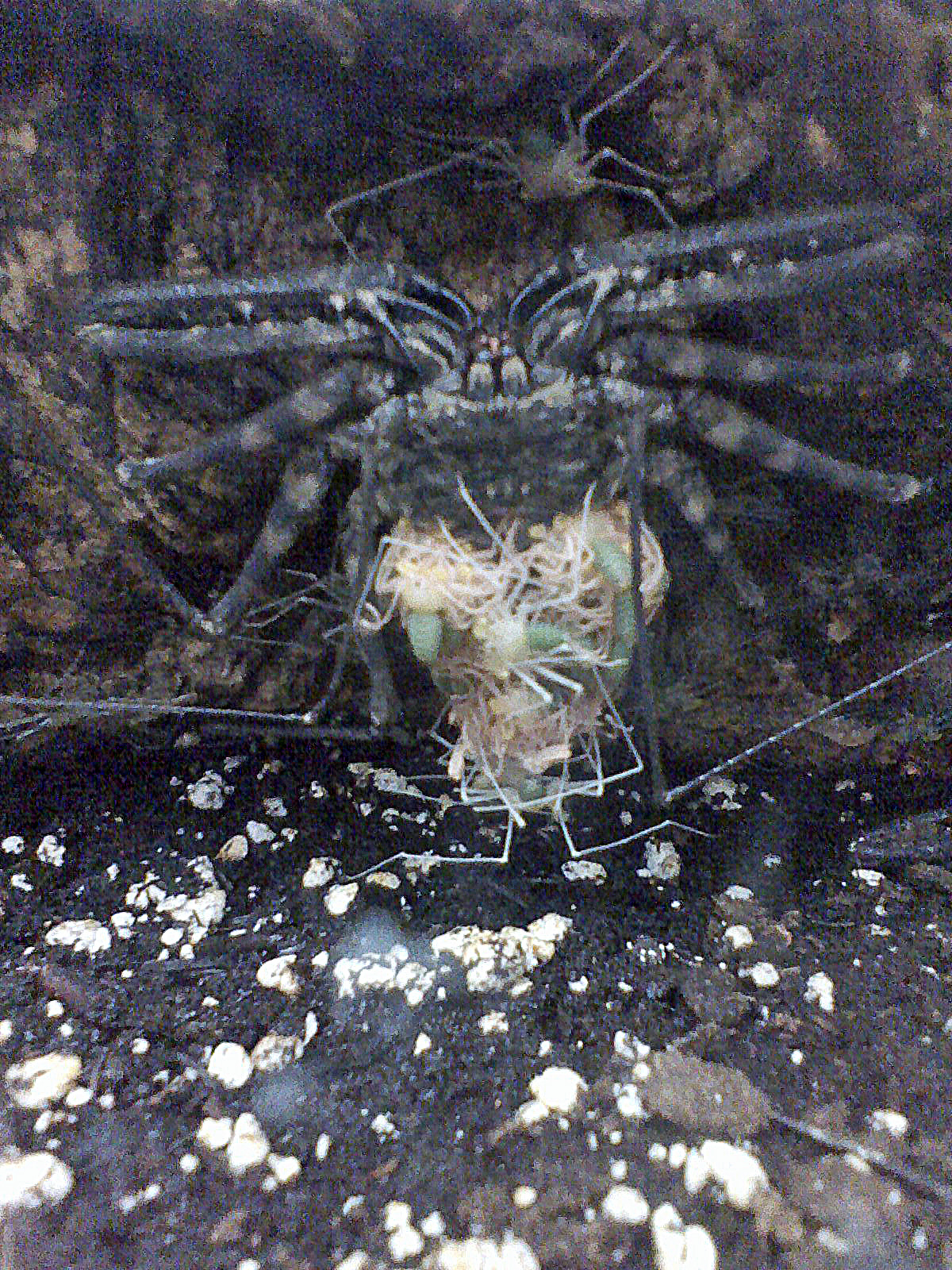
Femmina di Damon diadema con dei piccoli

L'animale è lungo 4–28 mm, con un corpo largo e piatto. La sua lunghezza misurata dalle estremità degli arti è di circa 20 cm. Non possiede veleno ed è totalmente innocuo per l'uomo.